# Proyecto de inversión
En administración un proyecto surge de la necesidad de resolver problemas y un proyecto de inversión surge de la necesidad de algunos individuos o empresas de aumentar las ventas de productos o servicios. Actualmente existen muchas herramientas como evaluación de proyectos, que permiten establecer sus desventajas además de establecer si no es rentable o si no es factible.

## Definición
El proyecto de inversión se puede definir como un conjunto de actividades que se desarrollan en un periodo de tiempo determinado en el cual se involucran recursos con el propósito de solucionar un problema, satisfacer una necesidad o aprovechar una oportunidad. También se define como el paquete de inversiones, insumos y actividades diseñadas con el fin de eliminar o reducir varias restricciones del desarrollo, para lograr productos, servicios o beneficios en términos del aumento de la productividad y del mejoramiento de la calidad de vida de un grupo de beneficiarios. La importancia del proceso de Planeación dentro de la construcción de un proyecto de inversión es indispensable y mucho beneficios .

## Evaluación de proyectos
La evaluación de proyectos es una herramienta económica que nos auxilia en el análisis de un proyecto de inversión, arrojara varios resultados con los que la toma de decisiones será más sencilla, aunque existan varios tipos de proyectos la metodología tiende a ser la misma.
- Análisis de mercado
- Análisis técnico y operativo.
- Análisis ambiental.
- Análisis legal y administrativo.
- Análisis económico y financiero.
- Socioeconómico.
- Retroalimentación.
- Resumen y conclusiones.

## Importancia de la evaluación de proyectos en emprendimientos nuevos
Para los nuevos emprendimientos, la evaluación de proyectos es crucial debido a que ayuda a los emprendedores a:
- Determinar viabilidad: Ver si la idea puede tener éxito en el mercado.
- Planificación: Crear una estrategia clara para ejecutar el proyecto.
- Asegurar financiamiento: Proporcionar información para atraer inversores.
- Gestionar riesgos: Identificar posibles problemas y cómo resolverlos.
- Medir progreso: Evaluar y ajustar el avance del proyecto.

La evaluación de proyectos considera el riesgo y utiliza métodos basados en el retorno esperado y el riesgo. Esto incluye analizar el periodo de pago, la Tasa Interna de Retorno (TIR) y el Valor Presente Neto (VPN) para asegurar que el proyecto sea rentable y evaluar la calidad y el riesgo de la inversión.

## Valoración económica de proyectos
Hoy en día la evaluación de proyectos considera la incorporación del riesgo. Autores como Ye y Tiong proponen una clasificación de los métodos usados para la valuación de proyectos:
1. Métodos basados en el retorno esperado.
2. Métodos basados en el riesgo al que se exponen los proyectos.
3. Métodos que consideran el retorno esperado y el riesgo.

Los métodos basados en el retorno esperado se construyen a partir de un escenario del proyecto, con valores estimados a partir de un cierto grado de certeza. De acuerdo al periodo de pago (retorno de la inversión) se prefieren los proyectos donde el periodo de pago es más corto; el proyecto será viable si la Tasa Interna de Retorno (TIR) es mayor a la tasa de referencia que el inversionista espera y el Valor Presente Neto (VPN) es igual o mayor que cero.
Los métodos que consideran únicamente el riesgo dan lugar a la creación de sistemas de puntajes e índices, de modo que una inversión se contrasta contra una escala predeterminada por una autoridad certificada, y entonces se juzga sobre su bondad económica. Los índices de compañías como Standard and Poors y Moody's, dominan el mercado, para efectos de calificación de títulos valores y emisores de los mismos. Una inversión se clasifica según los índices mencionados u otros similares, y considerando el perfil de riesgo del inversor se decide entonces si valdría la pena invertir o no. Sin embargo, por una parte los índices han sido diseñados para considerar únicamente el riesgo de crédito y además, dan cuenta de la calidad de una inversión, mas no del grado en que tal inversión es atractiva para un inversionista.

## Clasificación de proyectos de Inversión que e
Existen una gran variedad de clasificación de proyectos de inversión como:
Por sector económico al que pertenece:
- Agropecuarios (producción animal o vegetal).
- Industriales (extractivas como minería, calzado y cementeras).
- De servicios (educación, salud, etc.)

De acuerdo a la actividad del Proyecto
- Productivo
- Social
- Infraestructura
- Fortalecimiento Institucional

De acuerdo al área de influencia
- Proyecto Nacional
- Proyecto Provincial
- Proyecto Distrital
- Proyecto a nivel de Corregimiento
- Proyecto Comarcal

Nivel de Profundidad
gordos
- Identificación
- Perfil
- Prefactibilidad
- Factibilidad

### Otra clasificación
- De bienes. (tangibles).

- Servicios. (intangibles).

### Por los resultados a obtener
- Rentables.

- No rentables.

- Medibles.

- No medibles.

- De reemplazo.

- De expansión.

- Finalidad del Proyecto.

- Por tamaño y actividades de la empresa.

### Por su naturaleza
- Dependientes.

- Independientes.

- Mutuamente excluyentes mixtos .

## Ejemplo

### Fase 1. Plan Estratégico
-Elaboración del plan de Gestión
- - Evaluar el Negocio
  - Evaluar la oportunidad del Proyecto
  - Evaluar riesgos y beneficios
  - Asignar un nombre a la empresa
  - Evaluar el financiamiento

-Memoria descriptiva del proyecto
- - Describir el proyecto
  - Presentar el Proyecto por escrito
  - Presentar financiamiento

-Estudios pre-operativos
- - Investigar el mercado
  - Encuestar a posibles clientes
  - Entrevistar a propietarios de la competencia
  - Identificar recursos necesarios
  - Identificar costos operativos
  - Verificar si el proyecto continúa

-Marketing para el proyecto
- - Evaluar posibles estrategias
  - Examinar tipos de publicidad
  - Identificar los medios indicados
  - Establecer un programa de publicidad

### Fase 2. Suministros
- Alquiler y/o compra de Local
  - Obtener información sobre posibles locales
  - Identificar si es factible alquilar o comprar
  - Identificar las vías de acceso
  - Hacer el contrato de alquiler o compra
- Gestión de permisos y autorizaciones
  - Hacer trámites en PRODAME (orientación y asesoría en la elaboración de la minuta y firma del abogado)
  - Ir a la notaría y hacer la escritura pública
  - Inscribirse en el registro mercantil (ir a la SUNARP)
  - Hacer los trámites en la SUNAT (RUC, Comprobantes de pago, Essalud)
  - Acercarse al Ministerio de Trabajo a conseguir las autorizaciones y registros especiales
  - Hacer los trámites en el MTPE para autorizar los libros y planillas
  - Acercarse a la municipalidad para las licencias municipales y de funcionamiento
  - Acercarse a la Notaría a la legalización de los libros
- Ambientación del local
  - Buscar personal para ambientar y resanar el local
  - Comprar el yeso y cemento para resanar las paredes
  - Comprar el resto de los materiales
- Instalaciones eléctricas
  - Comprar los materiales
- Instalaciones Sanitarias
  - Comprar los inodoros
  - Comprar los grifos
- Decoración y muebles
  - Comprar los muebles para equipar la tienda
  - Comprar lo necesario para adecuar la tienda a los clientes
- Equipo de computos y software
  - Buscar a un programador
  - Comprar las computadoras y cajas registradoras
  - Comprar los software que se usaran en las ventas
- Seguridad
  - Comprar las cámaras
  - Buscar personal de seguridad
  - Buscar un controlador de las cámaras

### Fase 3. Ejecución
- Ambientación del local
  - Comenzar el refaccionado del local
  - Adecuar el local a la tienda
- Instalaciones eléctricas
  - Hacer las instalaciones necesarias
- Instalaciones sanitarias
  - Instalar correctamente los servicios sanitarios
- Decoración y muebles
  - Instalar los muebles acorde a lo que necesita la tienda
  - Acomodar las vitrinas
- Equipo de cómputos y software
  - Instalar las computadoras en los muebles
  - Instalar los programas en las computadoras
- Seguridad
  - Colocar las cámaras
  - Adecuar el puesto de vigilancia
- Recepción de pedidos
  - Recibir los pedidos de los proveedores
  - Acomodar los pedidos recibidos
- Adecuación de la mercadería
  - Poner la mercadería en los muebles de exhibición
  - Ordenar el almacén
- Orden y limpieza
  - Limpiar y dejar listo para la apertura

### Fase 4. Cierre
- Presentar lista de proveedores
- Presentar lista de precios
- Apertura de tienda
- Acta de conformidad
- Acta de liquidación
- Acta de cierre